# Przewoźnik drogowy
Przewoźnik drogowy – w polskim systemie prawnym przedsiębiorca uprawniony do wykonywania działalności gospodarczej w zakresie transportu drogowego.
Zagraniczny przewoźnik drogowy to zagraniczny przedsiębiorca uprawniony do wykonywania działalności gospodarczej w zakresie transportu drogowego na podstawie przepisów obowiązujących w państwie, w którym znajduje się jego siedziba.
Przewoźnikiem drogowym może być osoba fizyczna wykonująca działalność gospodarczą lub większe przedsiębiorstwo transportowe, zajmujące się transportem drogowym.
Wykonywanie zawodu przewoźnika drogowego wymaga w Polsce uzyskania zezwolenia, wydawanego przez Głównego Inspektora Transportu Drogowego lub odpowiedni do zakresu terytorialnego działalności organ samorządu terytorialnego.
Prowadzenie działalności przewozowej wymaga uzyskania licencji oraz stosownych zezwoleń na prowadzenie określonych linii komunikacyjnych.

## Rynek przewoźników drogowych w Polsce
Do 1989 roku monopol na przewozy pasażerskie i spedycję w PRL posiadała Państwowa Komunikacja Samochodowa oraz (w niewielkim stopniu) transport branżowy i spółdzielczy.
Dostęp przedsiębiorców do nieskrępowanego świadczenia usług transportowych umożliwiono ustawą Wilczka z 1989 roku, wprowadzającą swobodę działalności gospodarczej.
Dostęp do rynku usług transportowych uregulowano w latach: 1998 (zezwolenia), 2000 (Świadectwa kwalifikacji zawodowej) i 2002 (certyfikat kompetencji zawodowych zamiast świadectw, licencje przewoźników).

## Pojęcieprzewoźnika drogowegoioperatora publicznego transportu zbiorowego
W 2010 roku polską ustawą o publicznym transporcie zbiorowym zgodnie z prawem wspólnotowym Unii Europejskiej odróżniono podmioty gospodarcze realizujące przewozy o charakterze użyteczności publicznej zlecone i finansowane przez administrację rządową lub samorządową (organizatorów) – są to operatorzy – od przewoźników, którymi zgodnie z ustawą są przedsiębiorcy prowadzący linie komunikacyjne na własny rachunek i ryzyko, tj. na zasadach komercyjnych.
Ten sam podmiot może być jednak na jednym rynku operatorem (np. wybranym w przetargu dla danej gminy), a na innych rynkach przewoźnikiem funkcjonującym komercyjnie.